# Liatongus vertagus
Liatongus vertagus  (лат.) — вид пластинчатоусых жуков из подсемейства скарабеин. Распространён в тропических и субтропических областях от Ассама до Юго-Восточной Азии и южного Китая. Обитают на песке и песчаном суглинке.